# Philodromus rajani
Philodromus rajani este o specie de păianjeni din genul Philodromus, familia Philodromidae, descrisă de Gajbe în anul 2005. Conform Catalogue of Life specia Philodromus rajani nu are subspecii cunoscute.